# Hélène Olossoumai
Hélène Olossoumai est une femme politique béninoise née le 21 avril 1969. Elle est élue députée du Bénin lors des élections législatives du 08 janvier 2023.

## Biographie

### Origines et études
Hélène Olossoumai, née le 21 avril 1969 à Bassila dans le département de la Donga, est une commerçante de profession.

#### Carrière politique
Hélène Olossoumai est élue députée de l’Assemblée Nationale du Bénin sur la liste des du parti politique Les Démocrates comme tête de liste dans la 6e circonscription électorale. Elle fait ainsi partie des 109 députés de la 9e législature du Bénin,,,,.